# Gouttières
|  | Per a altres significats, vegeu «Gouttières (Puy-de-Dôme)». |

Gouttières és una comuna francesa al departament de l'Eure (regió de Normandia). L'any 2007 tenia 193 habitants.

## Demografia

### Població
El 2007 la població de fet de Gouttières era de 193 persones. Hi havia 74 famílies, de les quals 24 eren unipersonals (12 homes vivint sols i 12 dones vivint soles), 31 parelles sense fills, 15 parelles amb fills i 4 famílies monoparentals amb fills.
La població ha evolucionat segons el següent gràfic:

### Habitatges
El 2007 hi havia 139 habitatges, 84 eren l'habitatge principal de la família, 46 eren segones residències i 9 estaven desocupats. Tots els 136 habitatges eren cases. Dels 84 habitatges principals, 68 estaven ocupats pels seus propietaris, 11 estaven llogats i ocupats pels llogaters i 6 estaven cedits a títol gratuït; 2 tenien una cambra, 11 en tenien dues, 16 en tenien tres, 27 en tenien quatre i 28 en tenien cinc o més. 77 habitatges disposaven pel capbaix d'una plaça de pàrquing. A 37 habitatges hi havia un automòbil i a 39 n'hi havia dos o més.

### Piràmide de població
La piràmide de població per edats i sexe el 2009 era:
| Homes | Edats   | Dones |
| ----- | ------- | ----- |
| 0     | 95 o +  | 0     |
| 0     | 90 a 94 | 4     |
| 0     | 85 a 89 | 0     |
| 0     | 80 a 84 | 0     |
| 0     | 75 a 79 | 0     |
| 8     | 70 a 74 | 4     |
| 8     | 65 a 69 | 12    |
| 4     | 60 a 64 | 4     |
| 0     | 55 a 59 | 4     |
| 8     | 50 a 54 | 8     |
| 8     | 45 a 49 | 0     |
| 8     | 40 a 44 | 8     |
| 16    | 35 a 39 | 8     |
| 4     | 30 a 34 | 0     |
| 8     | 25 a 29 | 0     |
| 0     | 20 a 24 | 12    |
| 4     | 15 a 19 | 4     |
| 12    | 10 a 14 | 4     |
| 16    | 5 a 9   | 0     |
| 0     | 0 a 4   | 4     |

## Economia
El 2007 la població en edat de treballar era de 120 persones, 96 eren actives i 24 eren inactives. De les 96 persones actives 83 estaven ocupades (44 homes i 39 dones) i 14 estaven aturades (9 homes i 5 dones). De les 24 persones inactives 12 estaven jubilades, 5 estaven estudiant i 7 estaven classificades com a «altres inactius».

### Ingressos
El 2009 a Gouttières hi havia 85 unitats fiscals que integraven 201 persones, la mediana anual d'ingressos fiscals per persona era de 17.987 €.

### Activitats econòmiques
Dels 8 establiments que hi havia el 2007, 1 era d'una empresa extractiva, 1 d'una empresa de construcció, 2 d'empreses de comerç i reparació d'automòbils, 1 d'una empresa immobiliària, 1 d'una empresa de serveis, 1 d'una entitat de l'administració pública i 1 d'una empresa classificada com a «altres activitats de serveis».
L'únic servei als particulars que hi havia el 2009 era una fusteria.
L'any 2000 a Gouttières hi havia 7 explotacions agrícoles que ocupaven un total de 357 hectàrees.

## Poblacions properes
El següent diagrama mostra les poblacions més properes.